# 百克力
百克力（1986年1月22日—），中国主持人、演員，生于新疆乌鲁木齐，毕业于上海戏剧学院电视艺术学院播音主持专业。

## 生平
2008年获得“白象杯”第五届CCTV主持人大赛银奖，同年开始在SMG星尚傳媒做記者主持人。2008年主持《邊走邊拍》，是SMG唯一一檔以主持人第一人稱為視角的旅遊節目；2013年起主持山東衛視《愛情傳送帶》。
2012年，百克力和张杨果而因合作主持《正大综艺》而相识，2013年，百克力向张杨果而求婚；同年10月19日，与张杨果而举办婚礼。2015年1月30日，两人儿子出生，小名“巧克力”。

## 演出列表

### 旅遊類節目
- 《邊走邊拍》（2008年主持）

### 談話類節目
- 山東衛視，《愛情傳送帶》（2013年起）

### 綜藝類節目
- 東方衛視，《笑傲幫》
- 東方衛視，《笑傲江湖III》
- 東方衛視，《今晚80后脱口秀》
- CCTV-1，2015年初一至初七，《吉尼斯中国之夜》[3]
- 騰訊視頻，《爸媽學前班》
- 騰訊視頻，《認真的gagman》

### 腾讯视频電視劇
- 2014年，《杉杉来了》扮演 言清
- 2015年，《婆大人是80后》扮演 節目主持人
- 2018年，《老男孩》扮演 羅翔
- 2021年，《月光变奏曲》扮演 舒華(客串)

## 外部連結
- 百克力的新浪微博
- 百克力的哔哩哔哩个人空间